# La dona que va davant
La dona que va davant (títol original en anglès: Woman Walks Ahead) és un drama biogràfic dirigit per Susanna White, protagonitzat per Jessica Chastain, Sam Rockwell i Michael Greyeyes. Amb guió de Steven Knight, es basa en la història de l'artista i activista suïssa, nacionalitzada estatunidenca Caroline Weldon que va anar de Nova York a una reserva índia per ajudar el cabdill indi Toro Assegut.
La pel·lícula es va estrenar el 10 de setembre del 2017 al 42è Festival Internacional de Cinema de Toronto i en sales limitades als Estats Units el 29 de juny del 2018.
Aquesta pel·lícula ha estat doblada al català per televisió.

## Argument
Ambientada a finals del segle XIX, després d'haver-se quedat viuda, Catherine Weldon (Jessica Chastain) es decideix a fer el que havia volgut fer sempre: dedicar-se a la pintura. Captivada per la llibertat que transmeten els quadres de la gent i els paisatges de l'oest americà que veu en una exposició a Nova York, emprèn el viatge cap a una reserva índia a Dakota per pintar un retrat del cabdill d'ètnia sioux Toro Assegut (Michael Greyeyes). Allà descobrirà les penúries del poble indi i els ajudarà a mantenir les seves terres malgrat els obstacles de les autoritats.

## Repartiment
- Jessica Chastain: Caroline Weldon
- Michael Greyeyes: Toro Assegut
- Sam Rockwell: Coronel Silas Grove
- Ciarán Hinds: James McLaughlin
- Chaske Spencer: Chaska
- Bill Camp: George Crook
- Rulan Tangen: Susan McLaughlin
- Louisa Krause: Loretta
- Michael Nouri: Karl Valentine
- David Midthunder: Shell K.
- Gary Wellborn: Oficial Governamental

## Al voltant de la pel·lícula
El que aparentment és una història menor, els esforços en les darreries segle xix de Catherine Weldon, una dona blanca de Brooklyn, per pintar un retrat del Lakota, Bou Assegut és en realitat una finestra a un moment clau de la història nord-americana. Bou Assegut, un dels líders nadius americans més conegut, destaca per haver derrotat l'exèrcit del general Custer a la batalla de Little Bighorn el 25 de juny de 1876, a prop del riu Little Bighorn, al que llavors era el territori de Montana. L'enfrontament va ser provocat per les tropes del general que van descobrir or a les Black Hills controlades pels sioux, ara a pertanyents a Dakota del Sud, el 1874.
Per la seva part, la protagonista Catherine Weldon, tal com explica el llibre d'Eileen Pollack que va inspirar la pel·lícula, Woman Walking Ahead: In Search of Catherine Weldon and Sitting Bull, va néixer Susanna Faesch a Suïssa el 1844 i va emigrar a Brooklyn de molt jove. En realitat no era vídua, com suggereix la pel·lícula, sino que es va divorciar d'un metge suís, Claude Schlatter, va fugir amb un amant i es va quedar embarassada del seu fill, Christopher. Quan va anar cap a l'oest, va canviar el seu cognom per Weldon.
La història de la pintura, va tenir un paper menor en els fets reals que no pas a la pel·lícula. Sembla que la cultura nativa americana era un tema que la fascinava en la seva joventut, i segons Pollack, una vegada Weldon establerta als Estats Units podria haver-se adonat pel que publicaven els diaris sobre la pèrdua de terres per part dels indis.
El rodatge del film es va fer a Santa Fe, Pecos i Albuquerque, a l'estat de Nou Mèxic, al sud-oest dels Estats Units.

## Crítica
A l'agregador en línia de ressenyes de pel·lícules Rotten Tomatoes, Mr.Jones obté una valoració positiva del 60% dels crítics sobre un total de 45 revisions, amb una valoració mitjana de 5,90/10. Per part dels espectadors obté una qualificació de 3,6 sobre 5
Segons Metacritic, la pel·lícula obté una qualificació de 51/100 a partir de les opinions de 19 crítics, amb 6 valoracions positives, 12 qualificacions barrejades o mixtes i una negativa. Els usuaris la valoren amb una puntuació de 6,4/10.
Per Daniel Martínez Mantilla el film té un guió efectiu, bona química de la parella protagonista i una fotografia que destaca els espectaculars paisatges del mig oest americà. Té moments emocionants i fuig de l'artifici i la manipulació. Com a punt més fluix destaca els personatges secundaris, que els troba poc perfilats.